# Franz Rupp (Politiker)
Franz Rupp (* 16. April 1938 in Höflein) ist ein ehemaliger österreichischer Politiker (ÖVP) und Landwirt. Er war von 1975 bis 2005 Bürgermeister von Höflein und von 1981 bis 1993 Abgeordneter zum Landtag von Niederösterreich.

## Leben
Rupp besuchte nach der Volks- und Hauptschule eine landwirtschaftliche Fachschule und arbeitete danach als Landwirt in Höflein. Politisch war er zunächst in der Lokalpolitik aktiv, wobei er 1965 in den Gemeinderat von Höflein gewählt wurde. Er übernahm 1970 die Funktion eines geschäftsführenden Gemeinderats und hatte zwischen 1975 und 2005 das Amt des Bürgermeisters von Höflein inne. Des Weiteren war Rupp innerparteilich zwischen 1978 und 1993 als ÖVP-Hauptbezirksparteiobmann aktiv und engagierte sich ab 1988 als Obmannstellvertreter und von 1992 bis 2001 als Obmann des Verbandes Niederösterreichischer Gemeindevertreter der ÖVP. Rupp wurde der Berufstitel Ökonomierat verliehen. 
Rupp vertrat die ÖVP zwischen dem 19. Februar 1981 und dem 7. Juni 1993 im Niederösterreichischen Landtag. Als Bürgermeister von Höflein folgte ihm 2005 Otto Auer nach.
Anlässlich seines 85. Geburtstag veröffentlichte seine Enkelin Johanna Maurer das Werk Meine Lebenserinnerungen – Eine persönliche Rückschau von Franz Rupp.